# Franco Lalli
Franco Lalli (1985. március 11. –) kanadai labdarúgó.

## Sikerei, díjai
- Kanada U20:
  - U20-as labdarúgó-világbajnokság résztvevő: 2005